# Traité de Novgorod (1326)

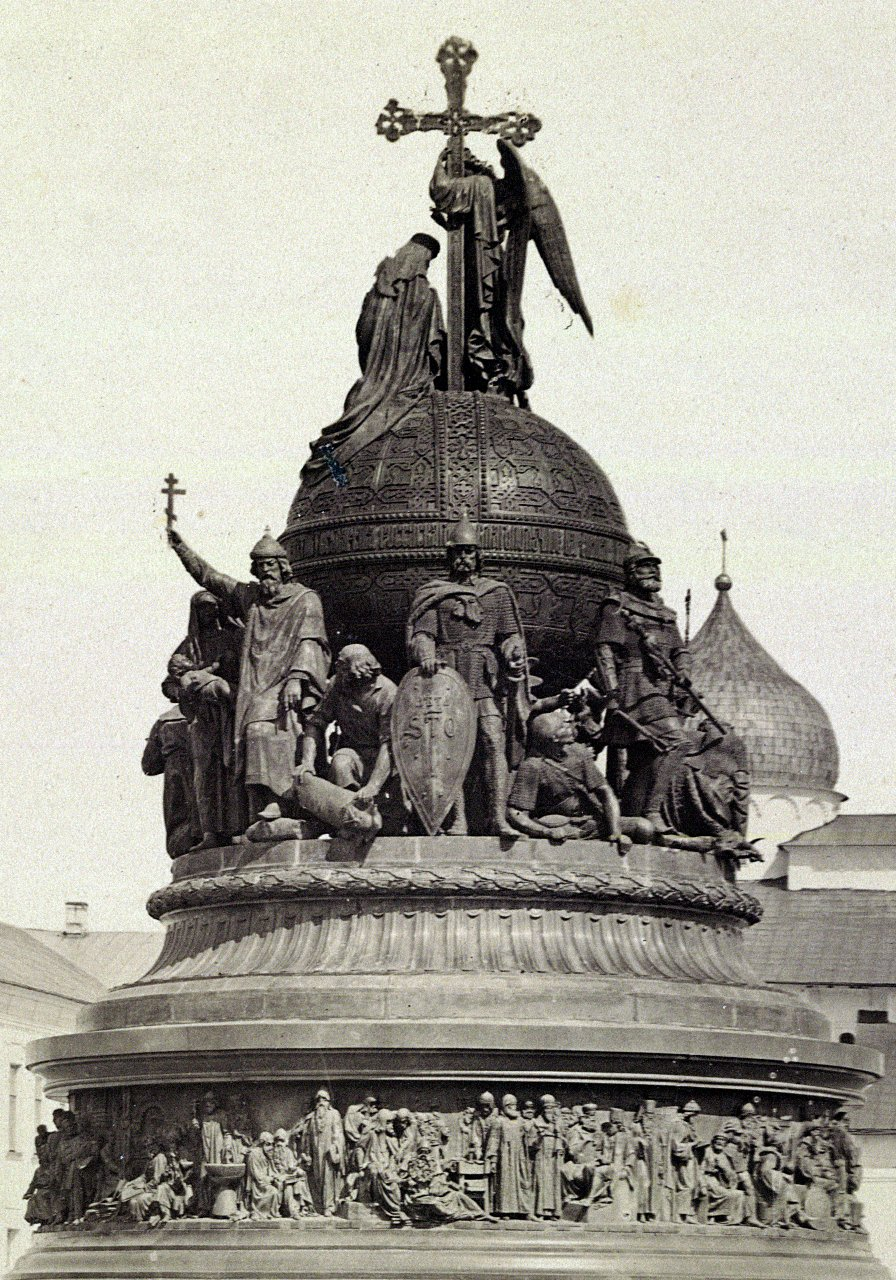
Memorial to commemorate the 1000 anniversary of Novgorod

Le traité de Novgorod est un accord entre la république de Novgorod et la Norvège sur les limites frontalières de la Finlande.

## Le traité
Le traité de Novgorod est signé le 3 juin 1326 à Novgorod entre la Norvège et la république de Novgorod pour la délimitation des frontières en Finlande. Il marque la fin d'un conflit frontalier qui a duré plusieurs décennies dans l'extrême-nord du Finnmark. Un armistice est signé pour 40 ans. Il fait suite au traité de Nöteborg de 1323  qui avait réglé le différend frontalier entre Novgorod et la Suède.